# Sien Hoornik

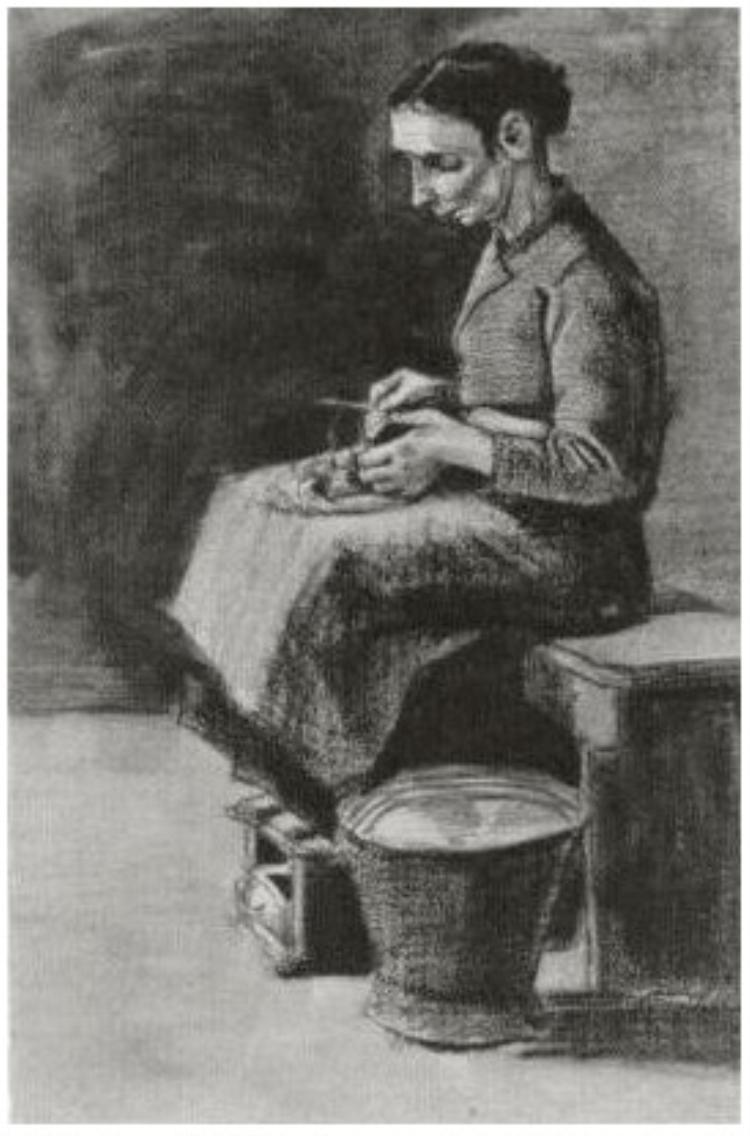
Sien Hoornik pelando patatas.

Clasina Maria (Sien) Hoornik (La Haya, 22 de febrero de 1850-Róterdam, 22 de noviembre de 1904) fue una costurera y también prostituta neerlandesa. Es conocida por haber sido modelo y pareja de Vincent van Gogh y fue representada por él en numerosas ocasiones.

## Biografía
Era hija de Pieter Hoornik (1823-1875), que era herrero o trabajador ferroviario, según otra fuente, y su esposa Maria Wilhelmina Pellers (1829-1910), criada. La familia Hoornik tuvo diez hijos. Sien era la mayor. Cuando su padre murió en 1875, tuvieron que vivir de la costura y de lo que un hermano ganaba haciendo sillas. Vivían en parte de la caridad, pero Sien también trabajaba como prostituta. 
En el período 1882-1883 vivió en La Haya junto a Vincent van Gogh. El 4 de septiembre de 1901 se casó con Arnoldus Franciskus van Wijk, que era panadero en Róterdam. Había tenido dos hijas y dos hijos de relaciones anteriores con hombres desconocidos. Una hija y un hijo murieron siendo bebés. Tres de estos niños nacieron entre 1874 y 1879. Cuando murió el padre de la hija restante, Maria Wilhelmina (nacida en 1877), Sien empezó a trabajar como prostituta. Se dice que este padre se hizo cargo de su mantenimiento, pero debido a su posición social no quería casarse con Sien. 

Cuando Hoornik volvió a quedar embarazada en 1881, conoció a Vincent van Gogh, probablemente en enero de 1882. Su condición es clara por las cartas de Van Gogh a su hermano: 
 "Abandonada por el hombre cuyo hijo ella llevaba. Una mujer embarazada que deambulaba por las calles en invierno, tuvo que ganarse la vida, ya se sabe cómo, y estaba enferma y hambrienta." (carta VvG 224). 
 Van Gogh dibujó Opgebroken Noordstraat con escupidores en la casa de Hoornik y su madre en 1882.
Hoornik trabajó como modelo y ama de llaves para Van Gogh, y después de un tiempo entablaron una relación. Van Gogh tenía la intención de casarse con ella, pero nunca sucedió. Vincent tuvo que ser tratado por gonorrea en junio de 1882, probablemente infectado por Sien. Salió del hospital después de que Hoornik diera a luz a su hijo Willem el 2 de julio de 1882 en Leiden. Después del nacimiento, Sien se mudó con Van Gogh a La Haya con Maria y Willem. Sin embargo, los dos acabaron discutiendo. Además, tanto el hermano de Van Gogh, Theo van Gogh como su madre y su hermano Carolus querían que la relación terminara. 
Debido a esta relación sentimental con una prostituta, Van Gogh recibió menos apoyo emocional y monetario de familiares y amigos y la relación con sus padres se tensó. Su maestro y primo político, Anton Mauve, detuvo abruptamente su apoyo unas semanas después de que Van Gogh conociera a Sien, aunque otros factores también jugaron un papel en esa decisión. Otro amigo de la familia, Hermanus Tersteeg, también dejó de tratarle por entonces.
Cuando Vincent van Gogh se mudó a Drenthe en septiembre de 1883, al amenazar su familia con dejar de apoyarle económicamente, Sien Hoornik se mudó con su madre a Bagijnestraat, entonces el barrio rojo. Según una carta de Van Gogh, a ella no le iba bien allí. Sien Hoornik se mudó varias veces dentro de La Haya y dejó a su hija con su madre y a su hijo con su hermano Pieter. En 1888 vivió en Delft, luego en Amberes, La Haya, Róterdam y Dordrecht, como costurera, sirvienta y prostituta ocasional.
En septiembre de 1901, Sien Hoornik se casó con Arnoldus van Wijk, un antiguo marinero que era mucho más joven que ella y había sido una vez condenado por vagabundo. La pareja se fue a vivir a Verlaatstraat 30 en Róterdam. Van Wijk aceptó a Maria y Willem.
 

Al parecer, Hoornik se suicidó el 22 de noviembre de 1904, saltando al agua del puerto de Róterdam. Van Gogh había muerto hacía catorce años. Extrañamente, había predicho su muerte, porque escribió Van Gogh en una de sus cartas de 1883: 
"No puede hacer otra cosa que saltar al agua," (carta VvG 379). 

## Trabajo de Van Gogh con Sien Hoornik
En los dibujos de Van Gogh, Sien Hoornik representa ciertos tipos de mujeres como la madre, la mujer en duelo o la costurera, pero, por supuesto, su propia persona también se siente atraída por esto. Van Gogh también la describió con palabras: tenía la cara llena de marcas, una figura elegante, y hablaba "feo" debido a un dolor de garganta. 

## Otros sobre Sien Hoornik
Según Van Gogh, Hoornik era nerviosa, a menudo tenía mal humor y berrinches. No tenía conocimientos de libros o arte, pero había aprendido a leer de niña. 
En los libros sobre Vincent van Gogh, Hoornik a menudo es retratada como una mujer indecente y alcohólica. Theun de Vries la describe en su novela de 1963, ¡He aquí un hombre! como una figura poco confiable y trágica. 
En su biografía sobre Hoornik de 2016, Marloes Huiskamp la describe como la única mujer con la que Vincent van Gogh tuvo una vida familiar.

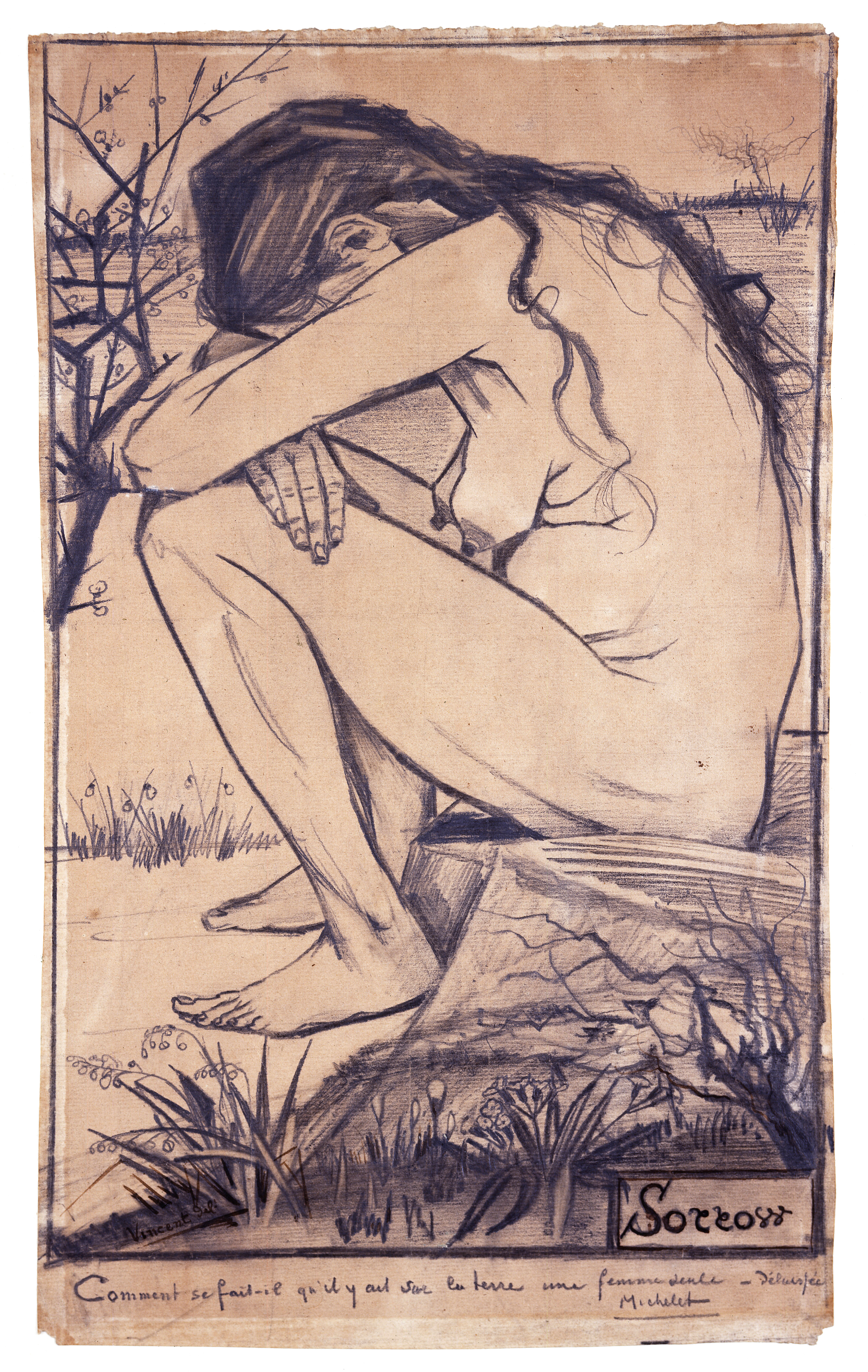
Dolor, dibujo a tiza, en la Colección Garman Ryan en The New Art Gallery Walsall (F929a)

## Obras de Van Gogh.

### Sien como modelo
Van Gogh hizo muchos dibujos y bocetos con Sien como modelo. En una carta a su hermano Theo, Van Gogh describió cómo consideraba a Sien como su ayuda y compañera en el dibujo. Le escribió a Theo sobre su relación con Sien, diciéndole que no había mucho amor, pero sí un entendimiento mutuo. Van Gogh había salvado a Sien de la calle y la cuidó a ella y a sus hijos. A cambio, ella posó para él. 
En el dibujo Dolor (F929, F929a) y una litografía posterior (F1655), Sien representa una mujer llena de dolor y vulnerabilidad. Algunas de las obras son icónicas, como Mujer sentada (F935, JH143) y Madre con niño. Sin embargo, otros dibujos son simples, por ejemplo, mientras Sien estaba cosiendo. La composición es tan simple como su trabajo de costura. 
En la obra Mujer sentada, es notable que dibujara a Sien con un vestido idéntico al que había usado una mujer amada por Van Gogh anteriormente, a saber, Kee Vos-Stricker, como se muestra en la foto de Kee Vos y su hijo en Memoria de los Países Bajos.

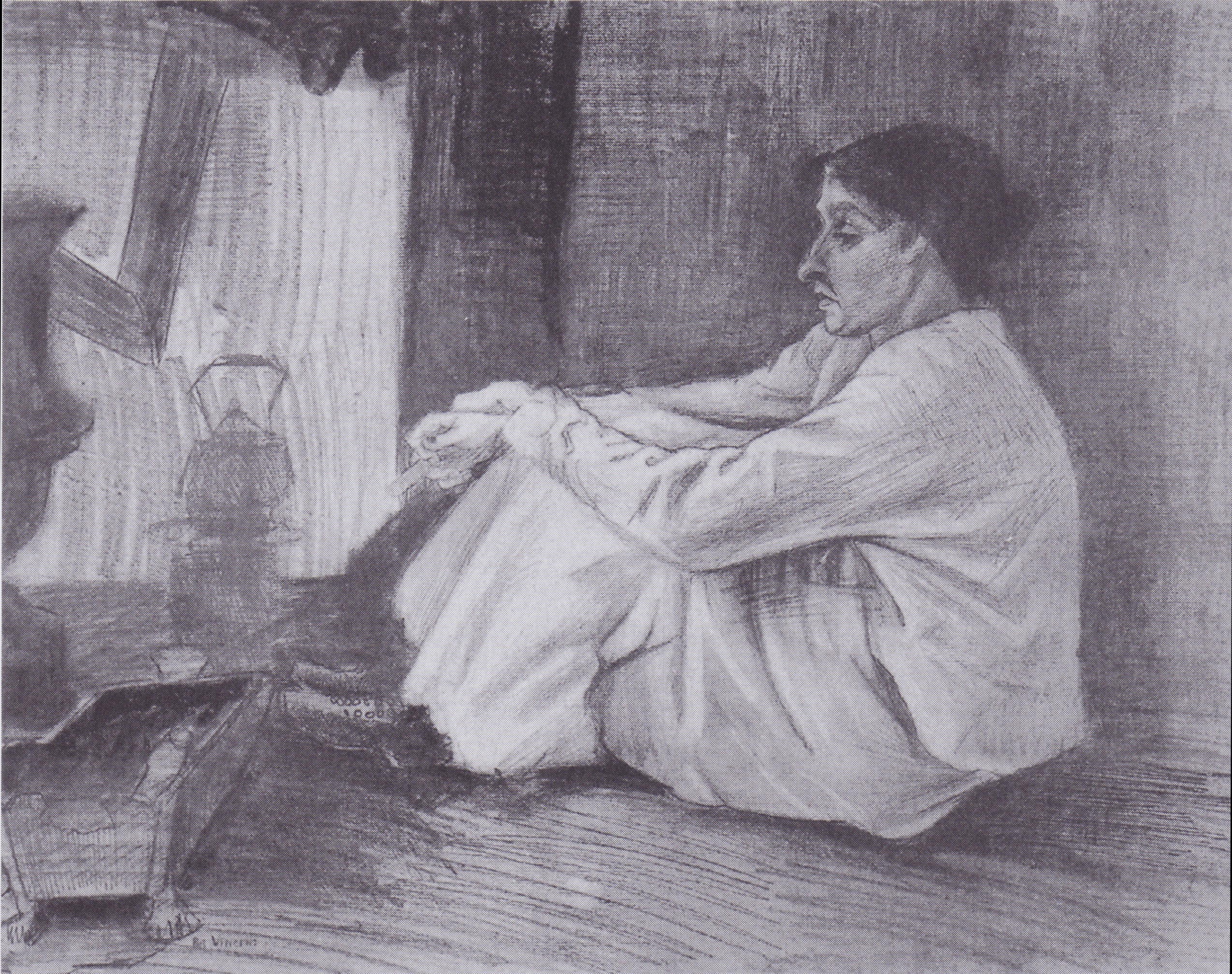
Sien con un cigarro, sentada en el suelo junto a la chimenea, lápiz, tiza negra, pluma y pincel, sepia, lavado y realzado con blanco, abril de 1882, Museo Kröller-Müller, Otterlo, Países Bajos (F898, JH141)
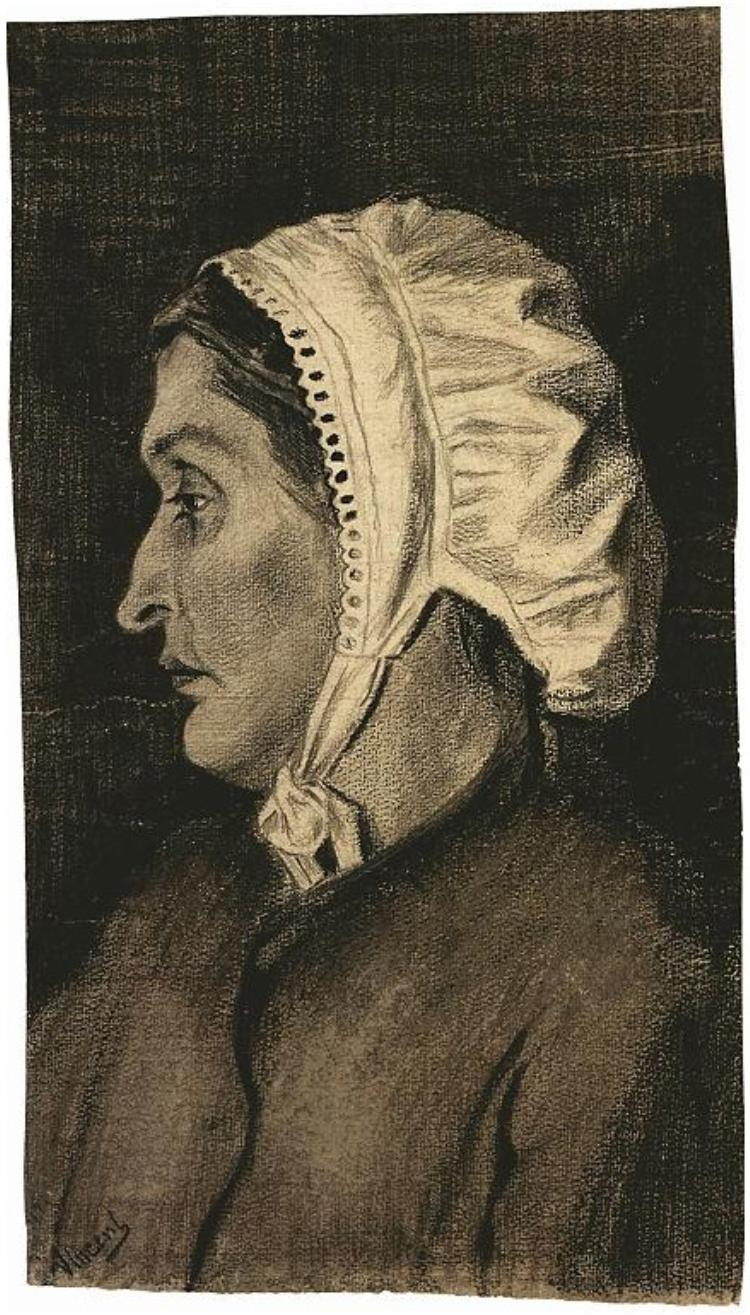
Sien con gorro blanco, lápiz, tiza litográfica negra, lavado, diciembre de 1882, Museo Van Gogh, Ámsterdam, Países Bajos (F931, JH291)
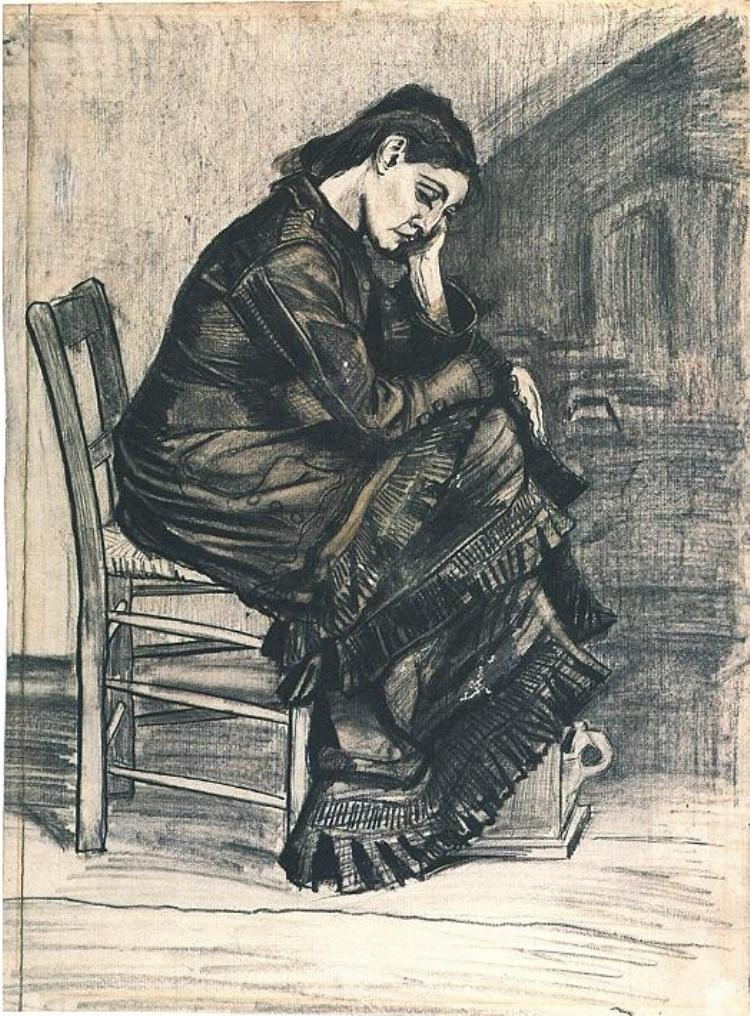
Mujer sentada, lápiz, pluma y pincel en tinta negra, marrón / sepia lavado, acuarela blanca opaca, rastros de cuadratura, sobre papel recogido (dos hojas), abril de 1882, Museo Kröller-Müller, Otterlo, Países Bajos (F935, JH143)
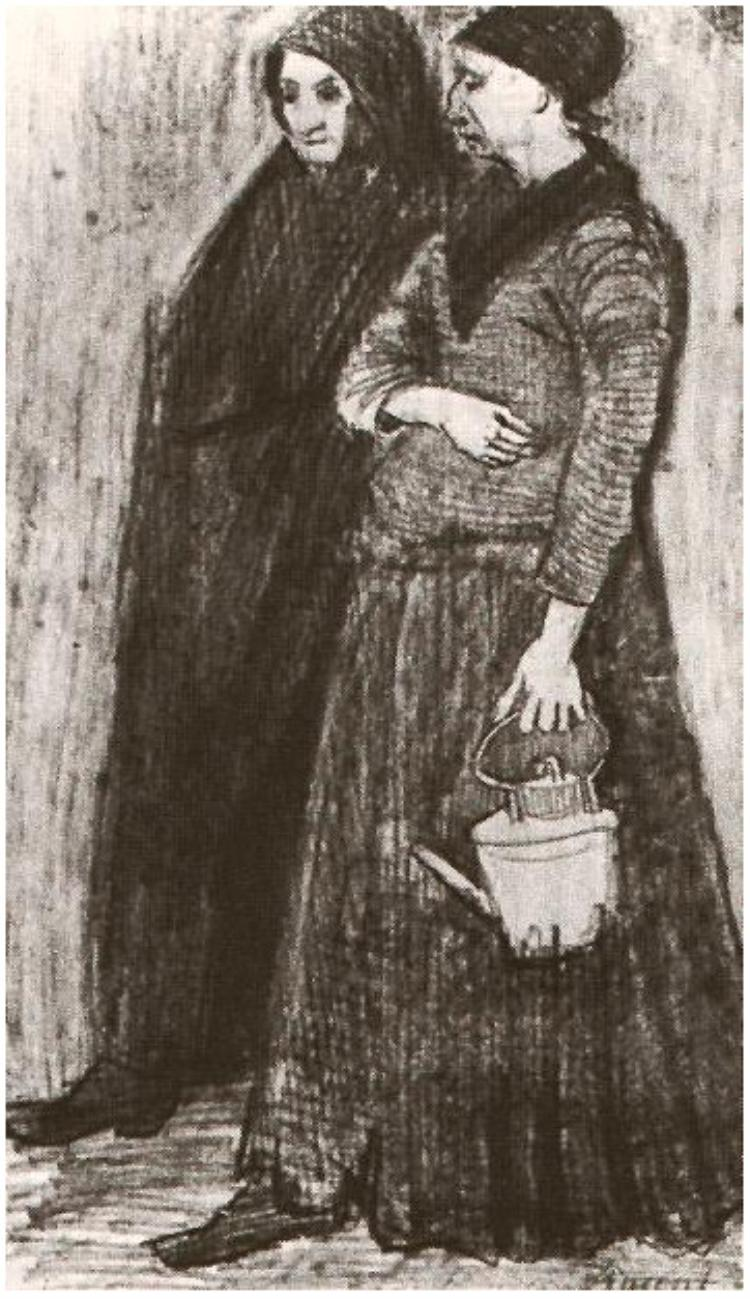
Dos mujeres paseando (Sien embarazada y su madre), lápiz, a principios de 1882, Colección privada, Países Bajos (F988a, JH148)
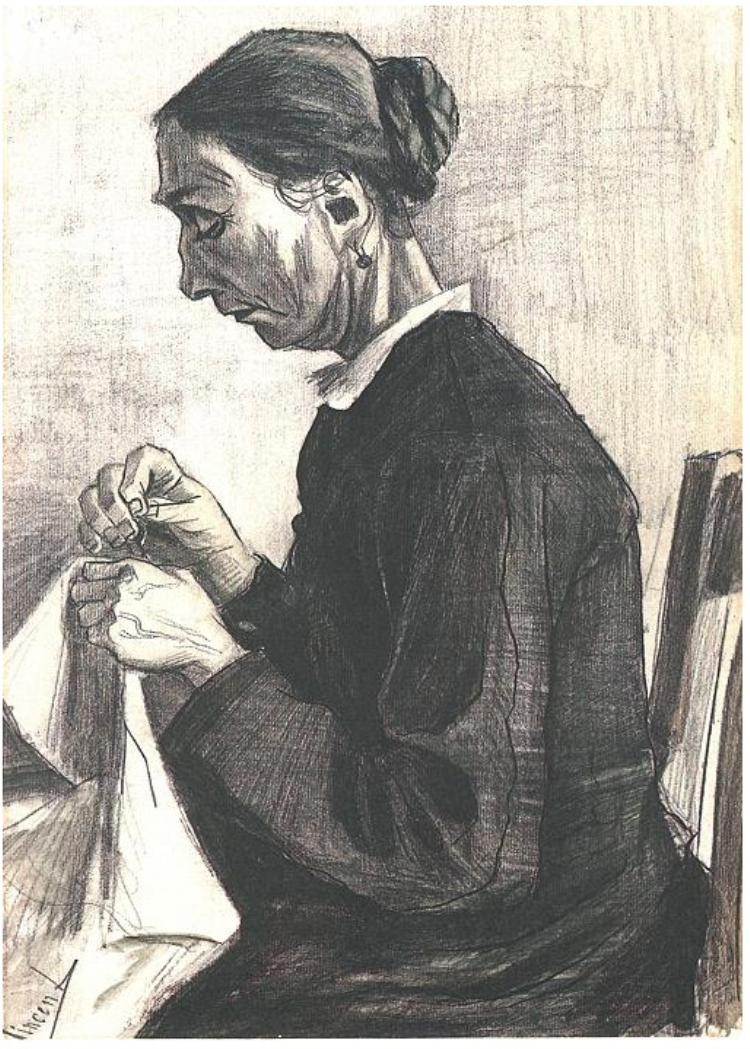
Sien, cosiendo lápiz, tiza negra 1883, Museum Boijmans Van Beuningen, Róterdam, Países Bajos (F1025, JH346)
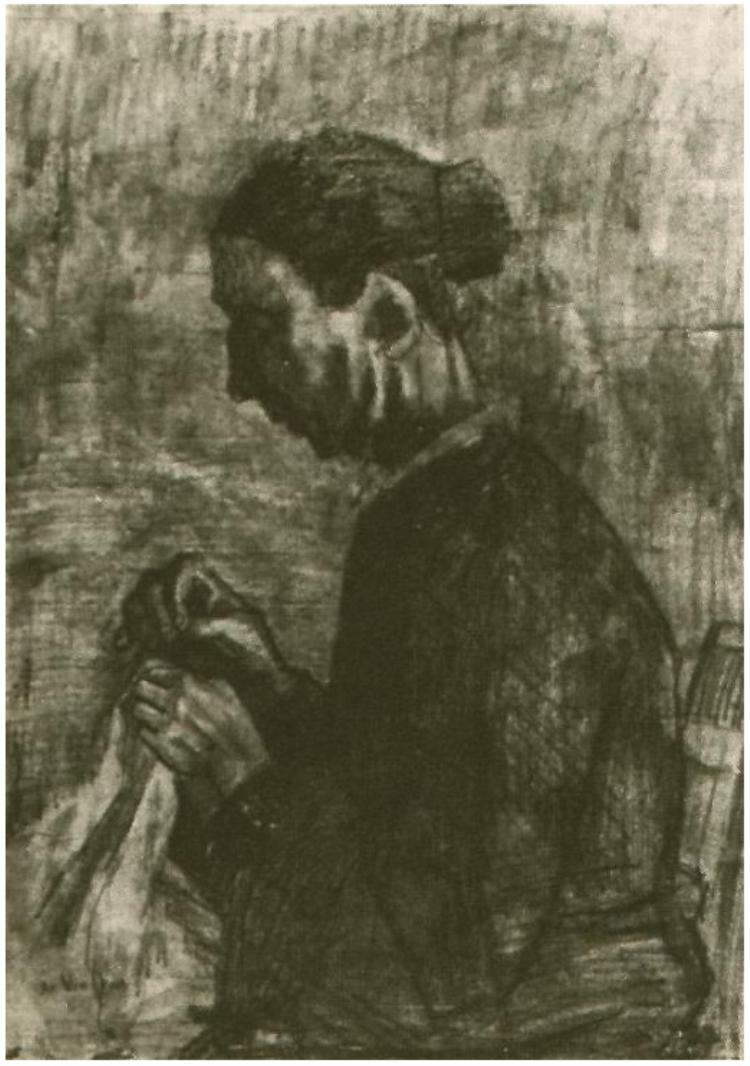
Sien costurera lápiz, ligeramente lavado, 1883, Museo Kröller-Müller, Otterlo, Países Bajos (F1026, JH347)
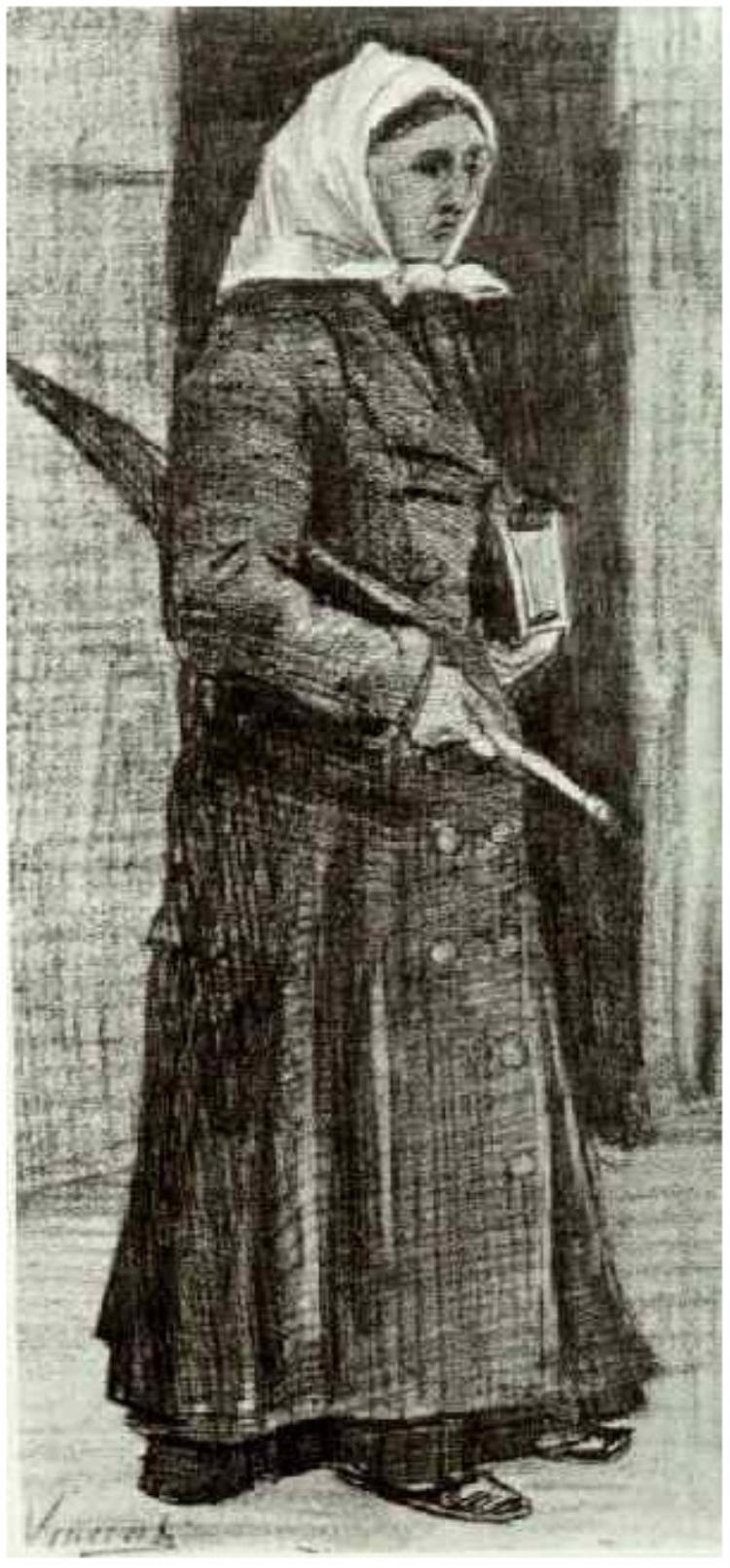
Sien con paraguas y libro de oraciones, lápiz, tiza negra, 1882, Colección privada (F1052, JH101). Hulsker cree que este es uno de los primeros dibujos de Sien.
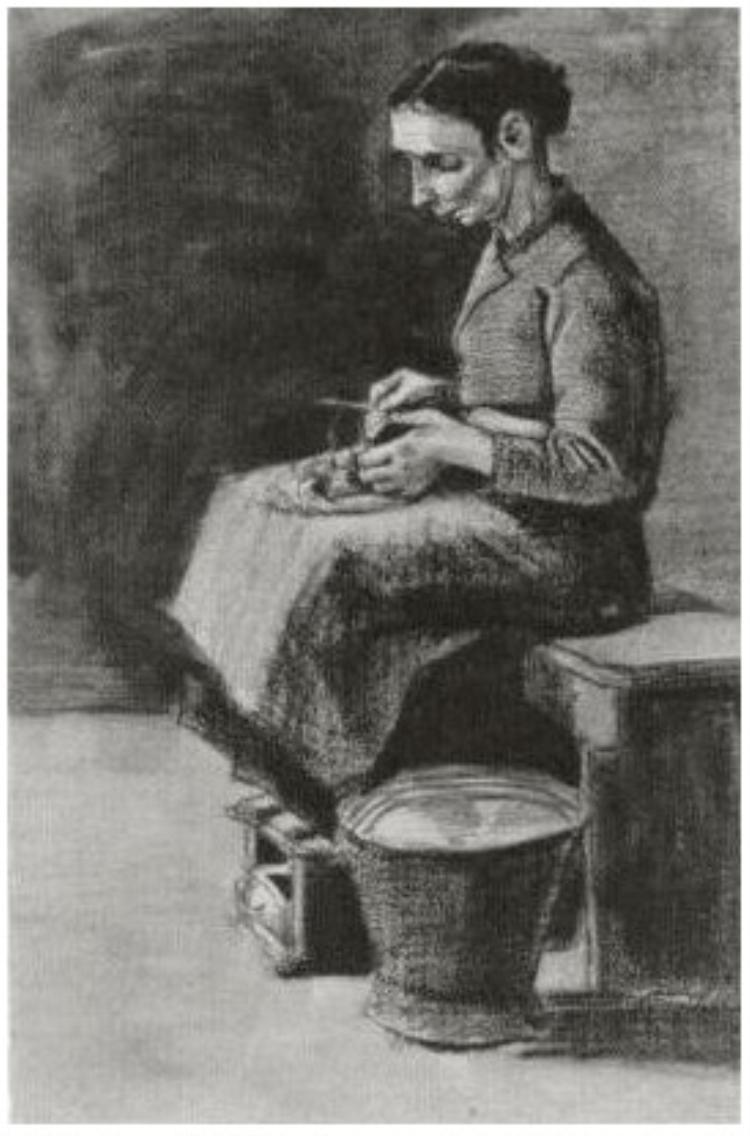
Sien pelando patatas, tinta negra, 1883, Gemeentemuseum Den Haag, La Haya, [en préstamo de Paul Citroën] (F1053a, JH358)

### Sien con Willem bebé

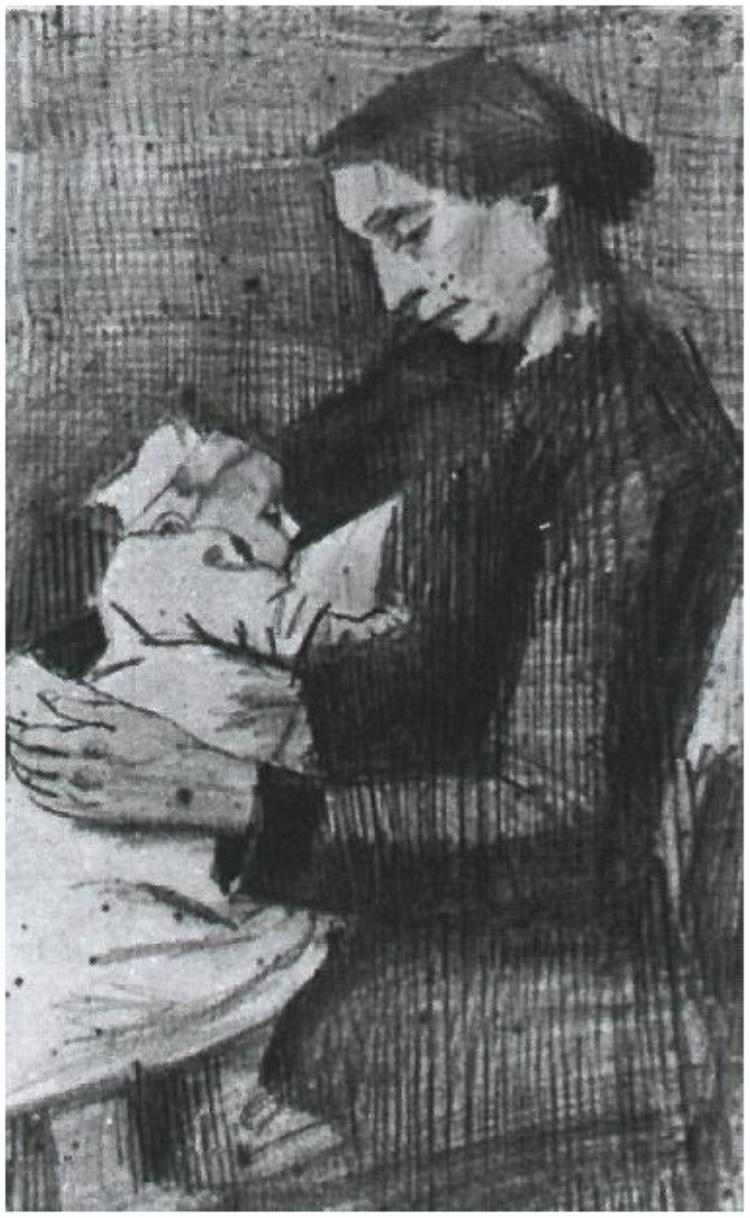
Sien amamanta al bebé, dibujo, 1882, Museo Kröller-Müller, Otterlo, Países Bajos (F1062)
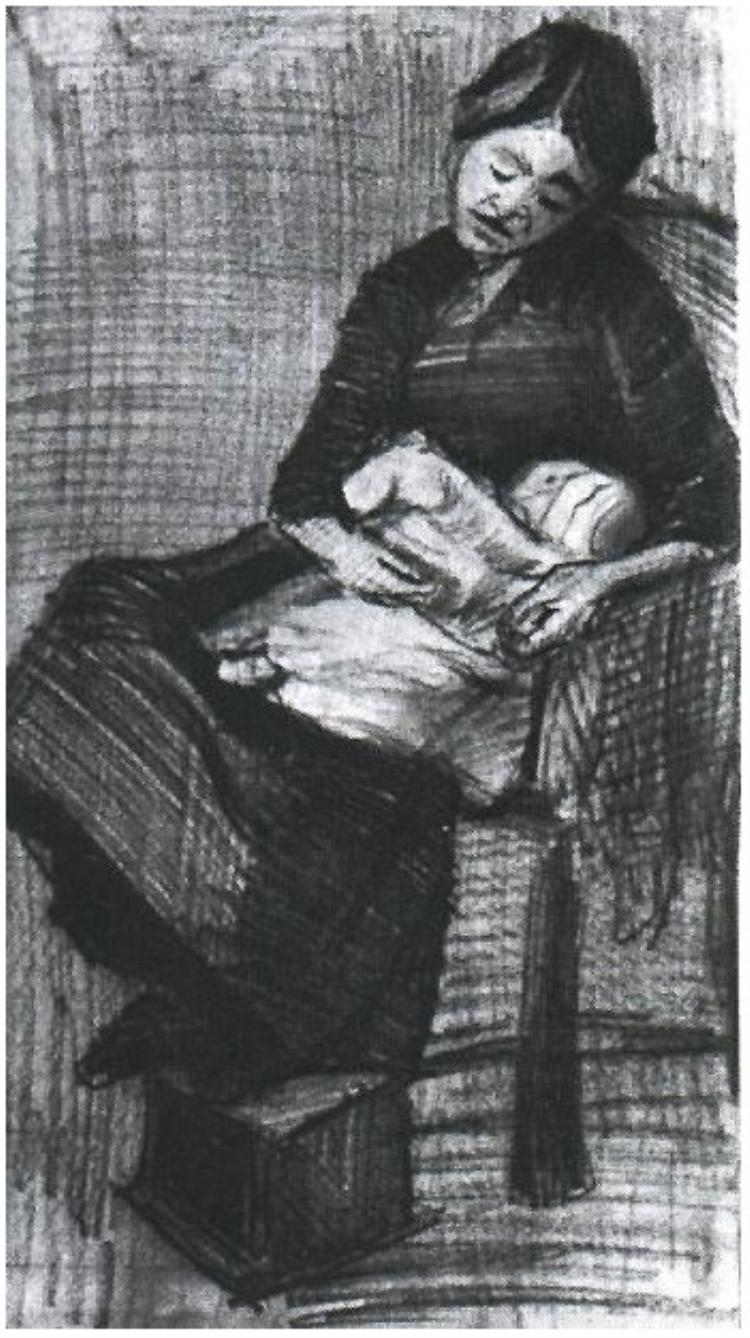
Sien amamanta al bebé, dibujo, 1882, Museo Kröller-Müller, Otterlo, Países Bajos (F1063)
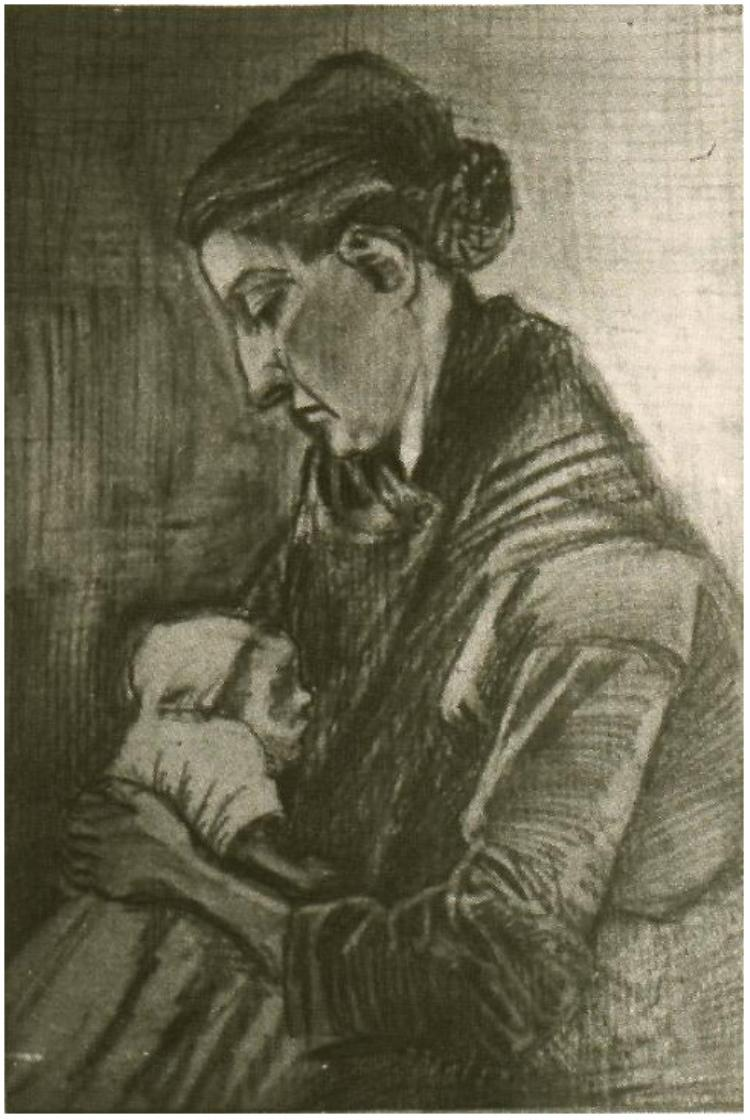
Sien amamanta al bebé, dibujo, 1882, colección privada (F1064)
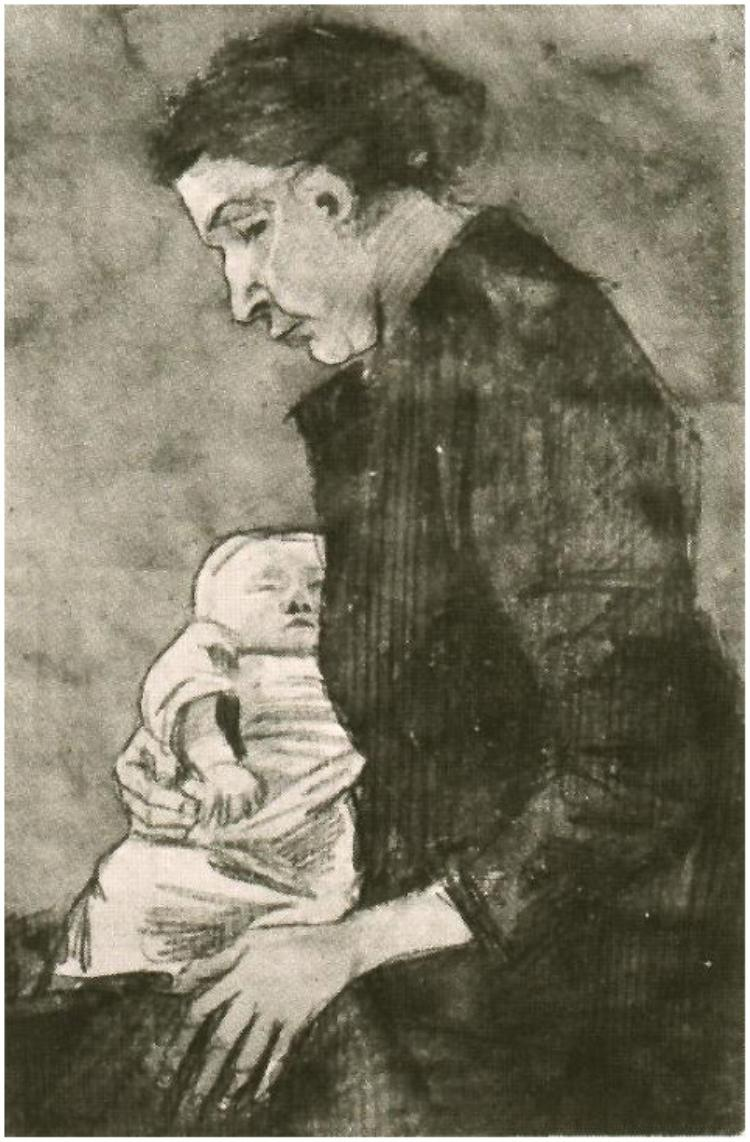
Sien amamanta al bebé, dibujo, 1882, colección privada (F1065)
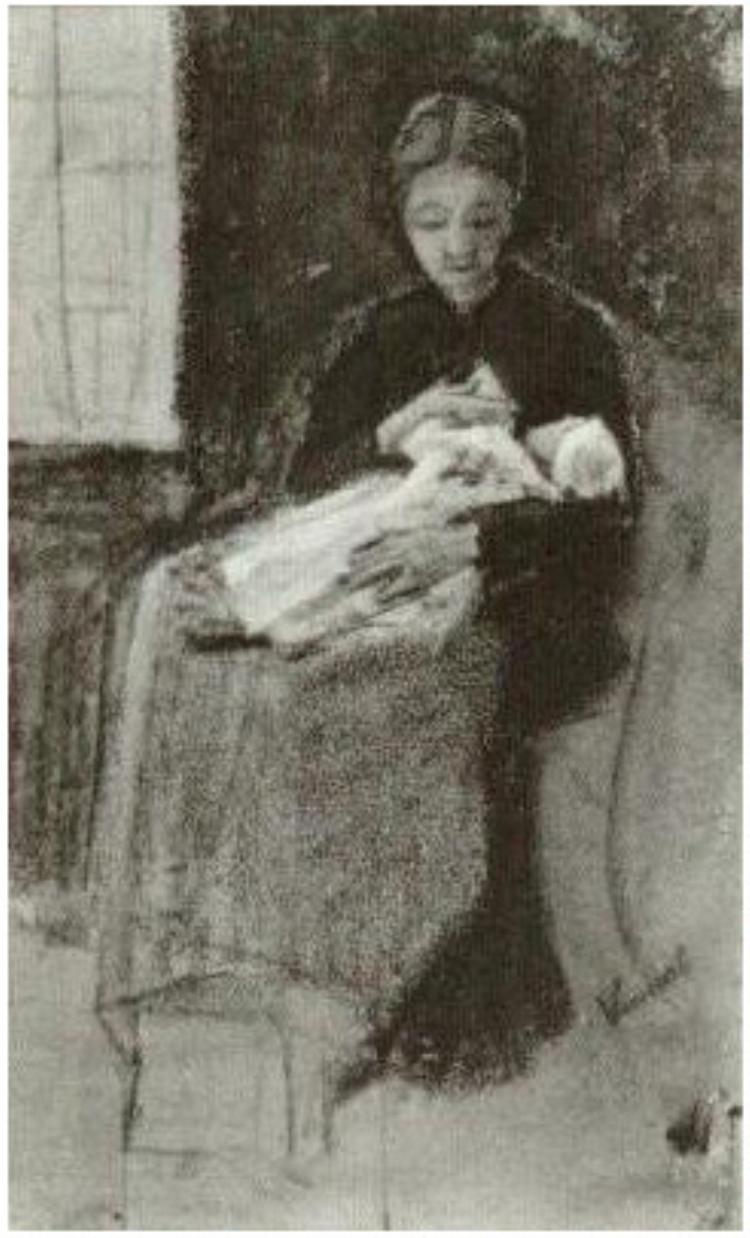
Sien amamanta al bebé, acuarela, 1882, colección privada (F1068)
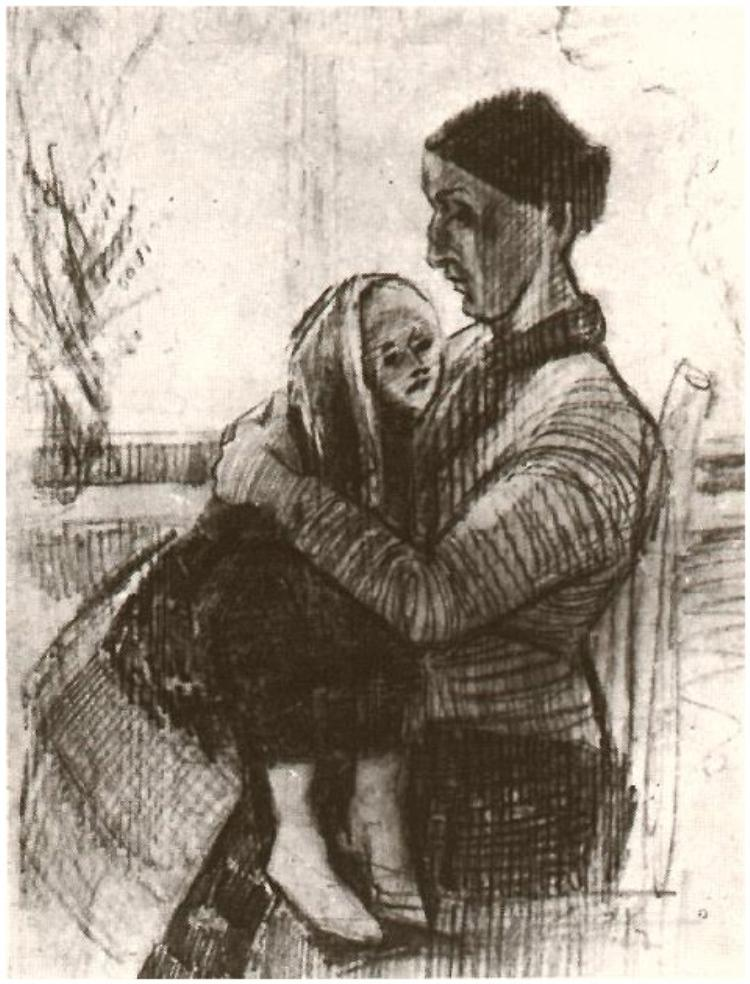
Sien con niño en su regazo, dibujo, 1882, Museo Kröller-Müller, Otterlo, Países Bajos (F1071)
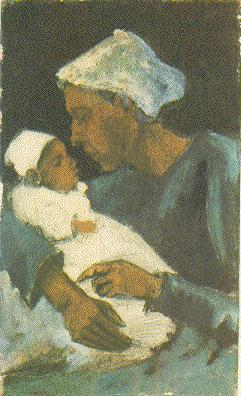
Mujer (Sien) con un bebé en su regazo, septiembre de 1882 (F1061)

### Maria la hija de Sien

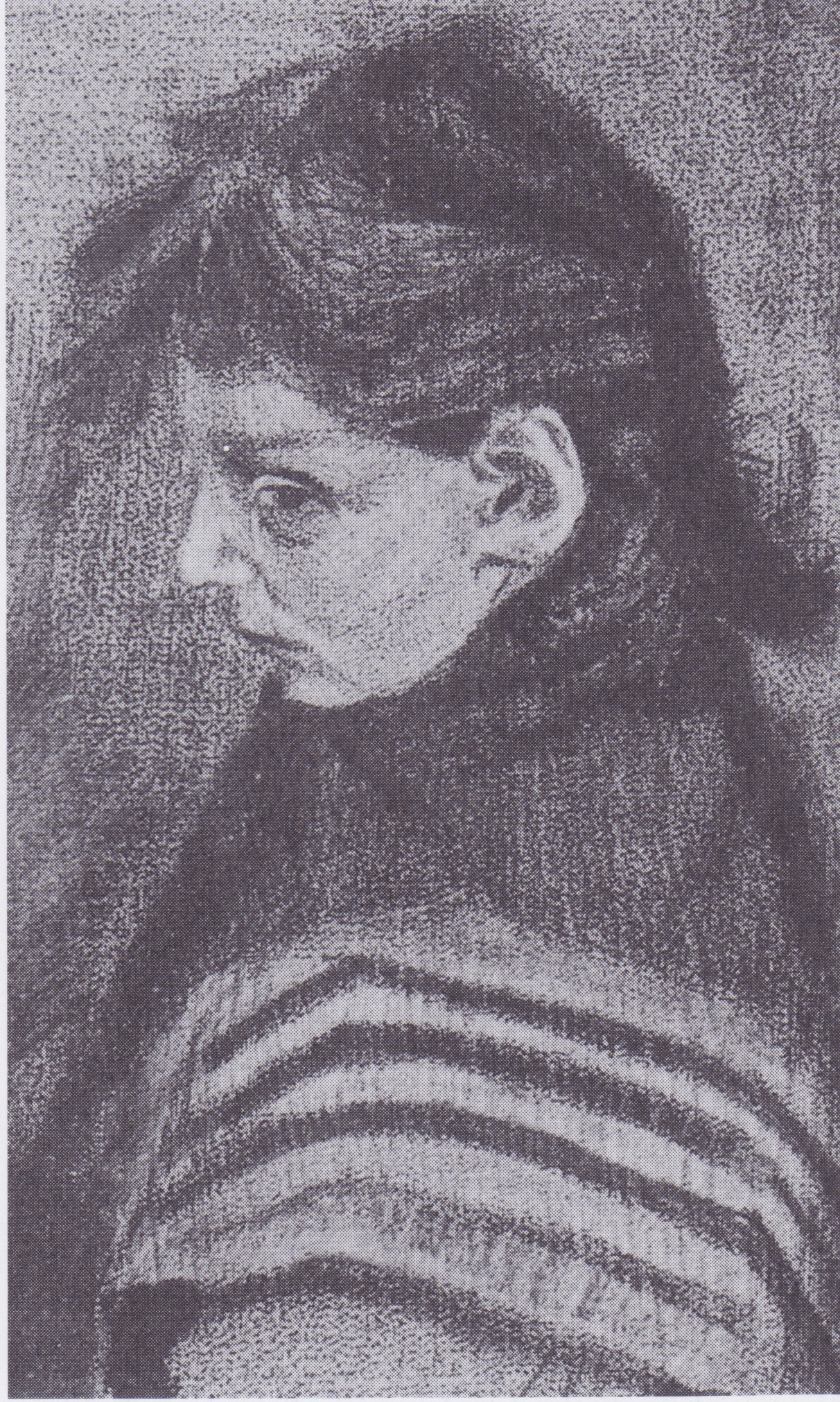
La hija de Sien con un chal, enero de 1883, Kröller-Müller Museum, Otterloo, Países Bajos (F1007)
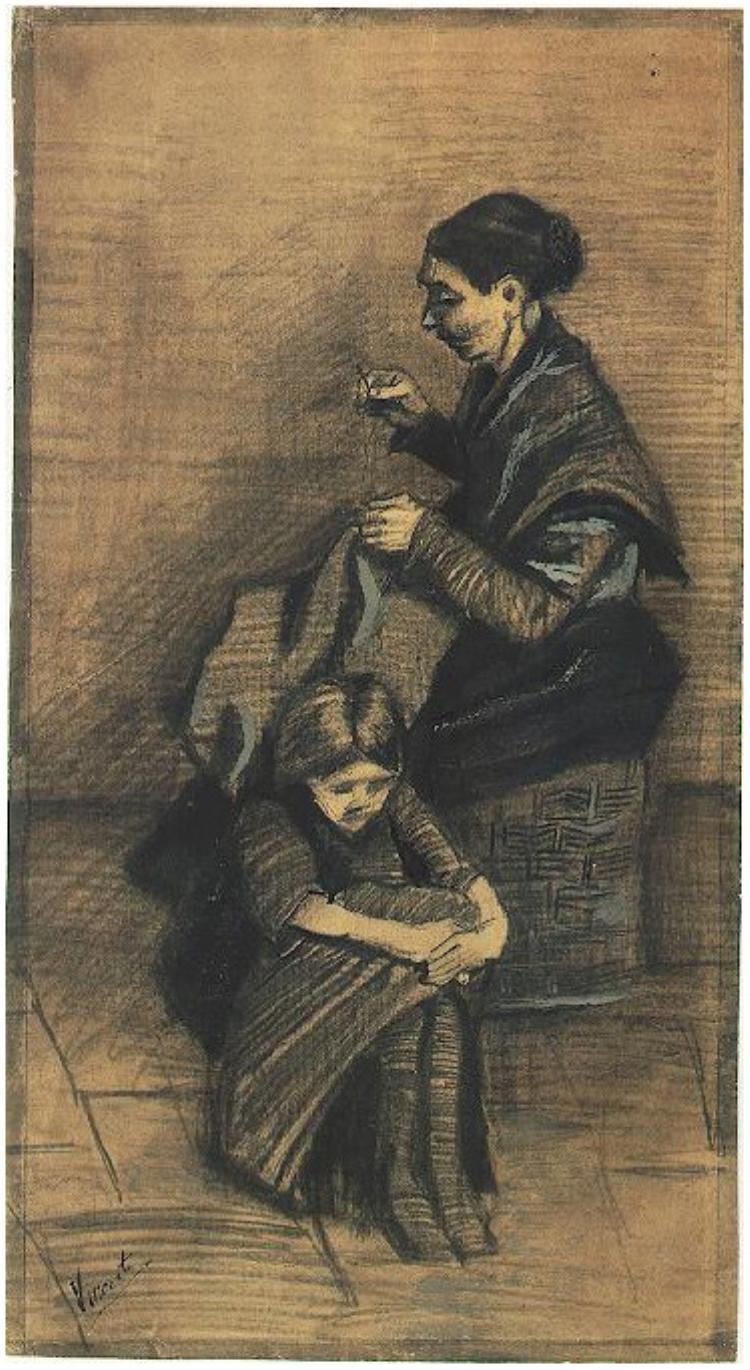
Sien, sentada en una cesta, con niña, 1883, negro natural, tiza, pluma y pincel, sobre papel tejido, Museo Van Gogh, Ámsterdam (F 1072, JH341)
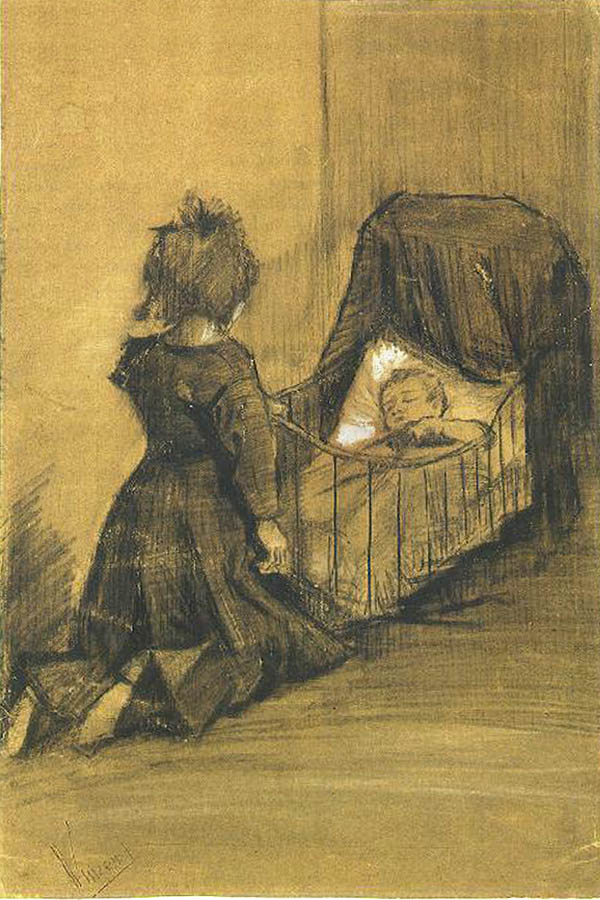
Niña arrodillada ante una cuna (Maria y Willem), marzo de 1883, dibujo (lápiz, carboncillo, realzado con blanco), Museo Van Gogh, Ámsterdam (F1024)

### La madre de Sien

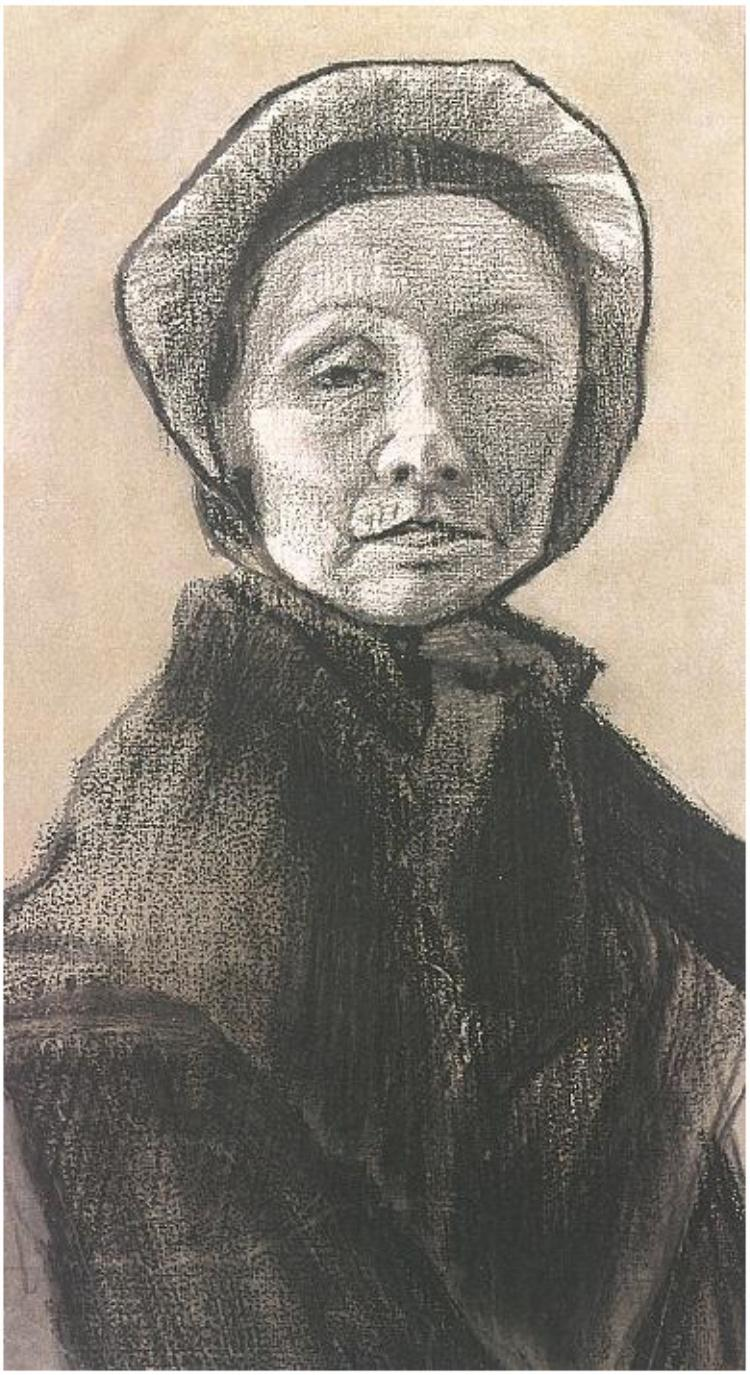
Mujer con una capucha oscura (Madre de Sien), 1882 (F1057)
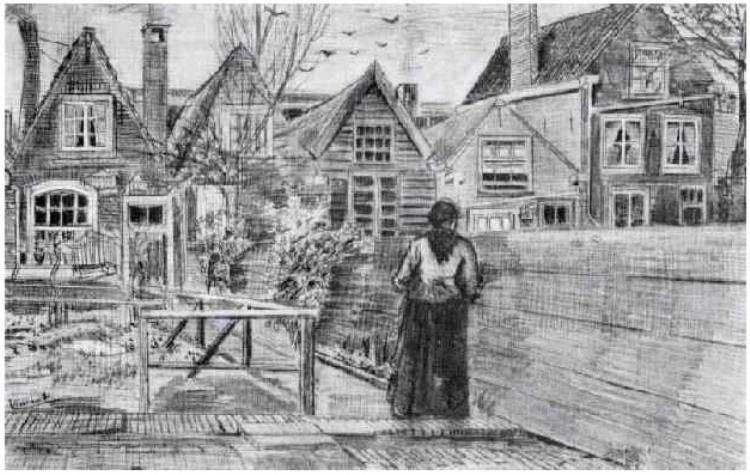
La casa de la madre de Sien, dibujo, 1882, colección privada (F941)
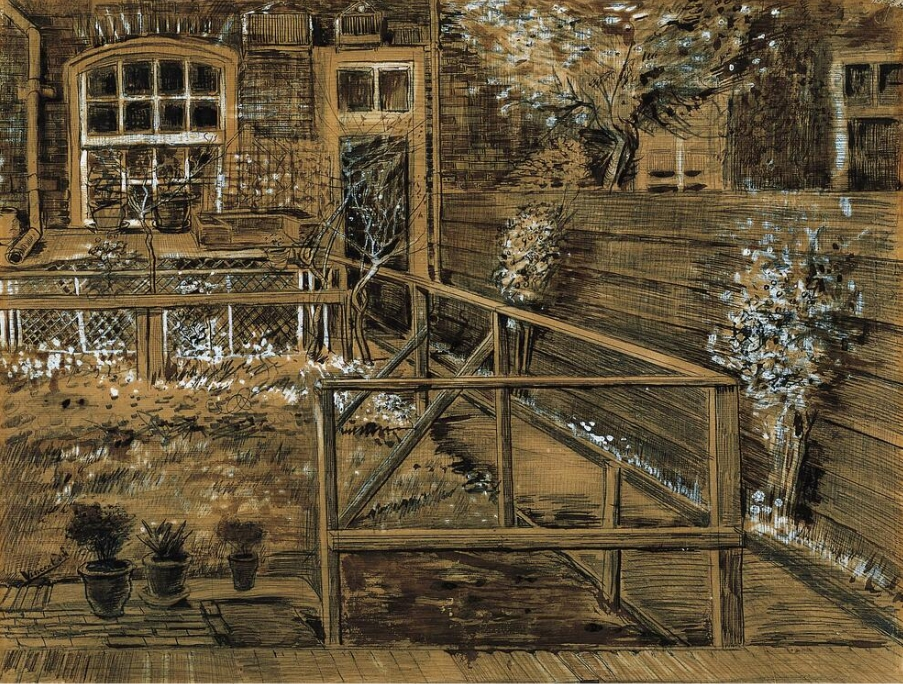
La casa de la madre de Sien, una mirada más cercana, dibujo, 1882, Norton Simon Museum, Pasadena, California (F942)

### Dibujos del comedor social
Como la familia de Sien era muy pobre, a menudo comían en el comedor público. Van Gogh retrató esta situación en varios dibujos, donde aparece ella y sus hijos, su madre y una hermana. 

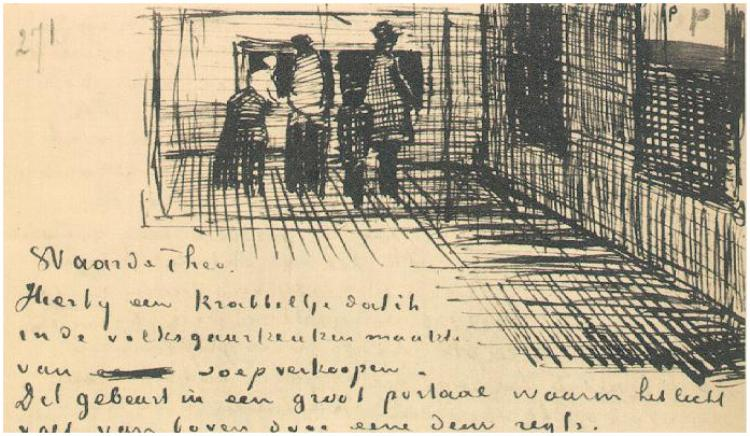
El comedor público, boceto en una carta de 1883, Museo Van Gogh, Ámsterdam (F271)
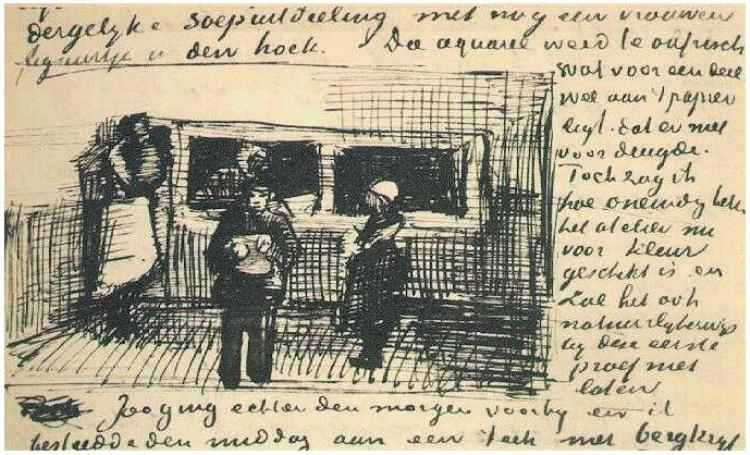
El comedor público, boceto en una carta de 1883, Museo Van Gogh, Ámsterdam (F272)
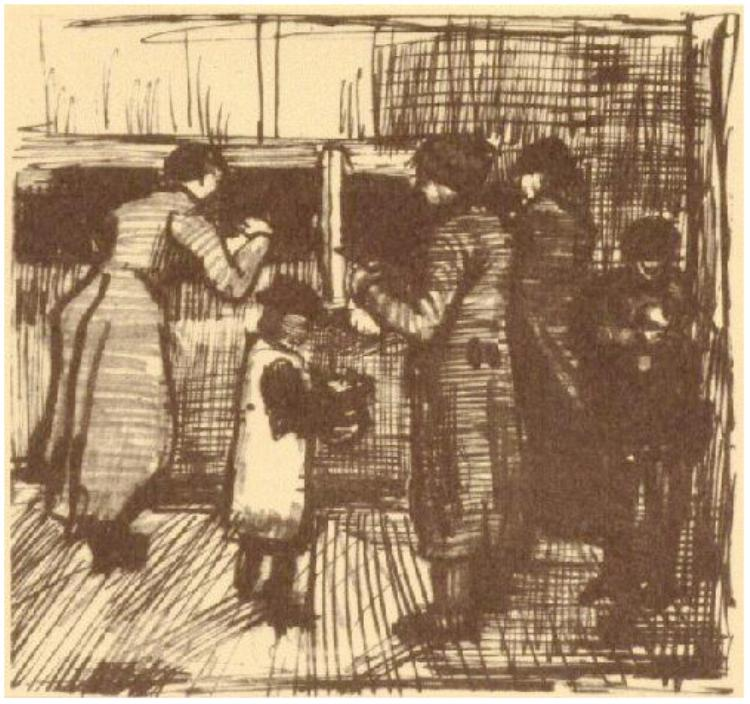
El comedor popular, dibujo, 1883, Museo Van Gogh, Ámsterdam (F1020)
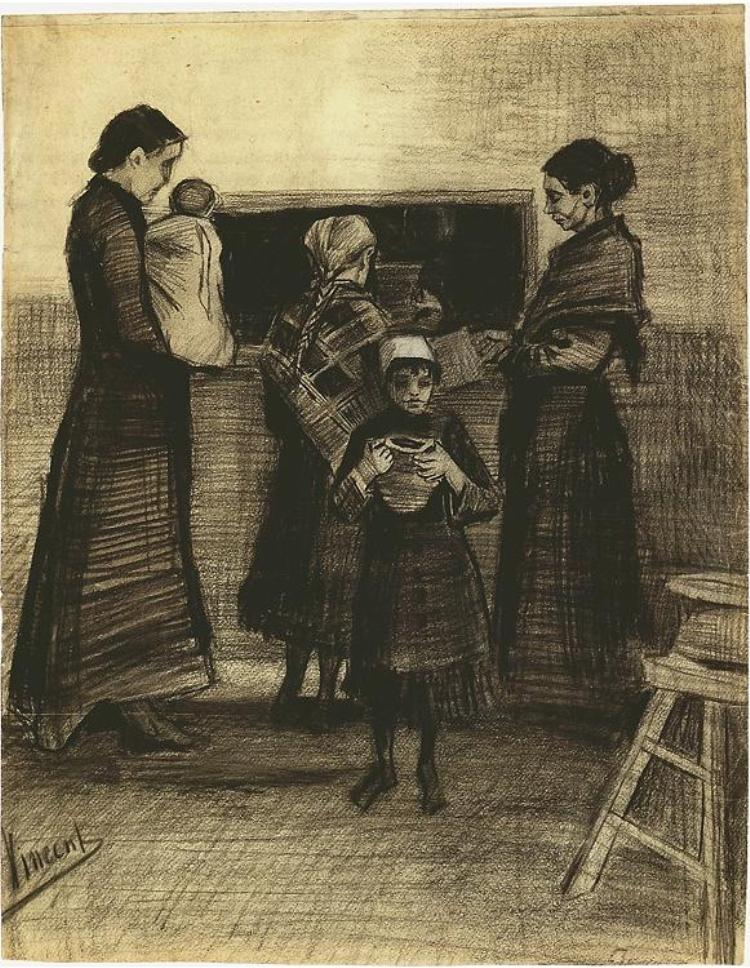
Repartiendo la sopa en el comedor popular, dibujo, 1883, Museo Van Gogh, Ámsterdam (F1020a)
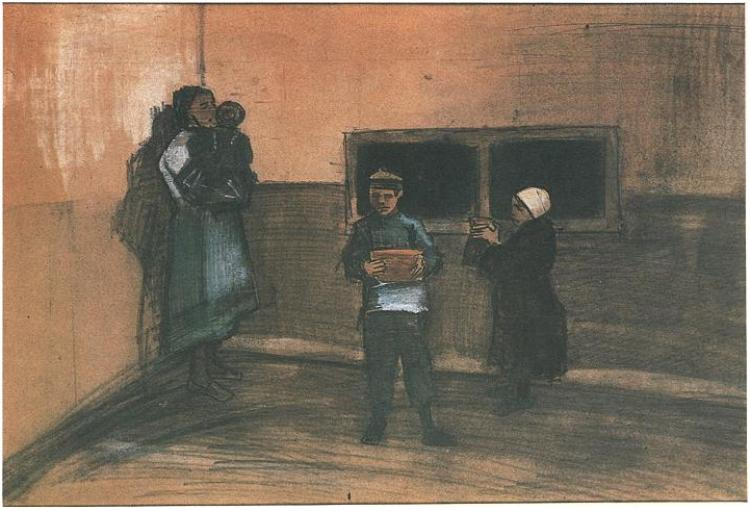
El comedor popular, acuarela, 1883, colección privada (F1020b)